# Sandro Bartolini
Sandro Bartolini (1974) è un astronomo amatoriale italiano.
Il Minor Planet Center gli accredita la scoperta dell'asteroide 29761 Lorenzo effettuata il 13 febbraio 1999 in collaborazione con la madre Maura Tombelli.
Gli è stato dedicato l'asteroide 11337 Sandro.